# Tanimachi-lijn
De Tanimachi-lijn (谷町線, Tanimachi-sen) is een van de lijnen van de Metro van Osaka in Japan. De lijn is sikkelvormig, loopt van noord naar zuid en heeft als kenmerken de letter T (waarmee de stations worden aangeduid) en de kleur paars . De Tanimachi-lijn is 28,1 km lang en heeft 26 stations, waarmee het de langste metrolijn van Osaka is.

## Geschiedenis
De lijn werd aangelegd tussen 1967 en 1969, waarna er nog enkele grote verlengingen plaatsvonden in de jaren zeventig en tachtig. In 1983 kreeg het haar huidige vorm.

## Toekomst
Er bestonden plannen om de lijn zowel in het noorden richting Takatsuki als het zuiden richting Habikonoshi te verlengen, maar deze zijn na de ineenstorting van de Japanse economie in de ijskast gezet.

## Stations
| Nummer | Station                   | Japans             | Afstand | Verbindingen | Stad      | Stad      | Wijk                 | Wijk                 |
| ------ | ------------------------- | ------------------ | ------- | --- | --------- | --------- | -------------------- | -------------------- |
| T11    | Dainichi                  | 大日               | 0,0     | Osaka Monorail: hoofdlijn | Moriguchi | Moriguchi | Moriguchi            |                      |
| T12    | Moriguchi                 | 守口               | 1,8     | | Moriguchi | Moriguchi | Moriguchi            |                      |
| T13    | Taishibashi-Imaichi       | 太子橋今市         | 3,0     | | Osaka     | Osaka     | Asahi-ku             | Asahi-ku             |
| T14    | Sembayashi-Omiya          | 千林大宮           | 4,0     | | Osaka     | Osaka     | Asahi-ku             | Asahi-ku             |
| T15    | Sekime-Takadono           | 関目高殿           | 5,1     | | Osaka     | Osaka     | Asahi-ku             | Asahi-ku             |
| T16    | Noe-Uchindai              | 野江内代           | 5,9     | | Osaka     | Osaka     | Miyakojima-ku        | Miyakojima-ku        |
| T17    | Miyakojima                | 都島               | 7,2     | | Osaka     | Osaka     | Miyakojima-ku        | Miyakojima-ku        |
| T18    | Tenjimbashisuji Rokuchōme | 天神橋筋六丁目     | 8,5     | - Metro van Osaka： Sakaisuji-lijn (K11) - Hankyu: Hankyu Senri-lijn | Osaka     | Osaka     | Kita-ku              | Kita-ku              |
| T19    | Nakazakichō               | 中崎町             | 9,3     | | Osaka     | Osaka     | Kita-ku              | Kita-ku              |
| T20    | Higashi-Umeda             | 東梅田             | 10,3    | - Metro van Osaka: Midosuji-lijn (M16) (Station Umeda) en de Yotsubashi-lijn (Y11) (Station Nishi-Umeda) - JR West: JR Kioto-lijn, JR Kobe-lijn, Fukuchiyama-lijn en de Osaka-ringlijn (Station Osaka), JR Tozai-lijn (Station Kita-Shinchi) - Hankyu: Hankyu-Kyoto-lijn, Hankyu-Kobe-lijn en de Hankyu-Takaradzuka-lijn (Station Umeda) - Hanshin: Hanshin-lijn (Station Umeda) | Osaka     | Osaka     | Kita-ku              | Kita-ku              |
| T21    | Minami-Morimachi          | 南森町             | 11,5    | Metro van Osaka： Sakaisuji-lijn (K13) | Osaka     | Osaka     | Kita-ku              | Kita-ku              |
| T22    | Temmabashi                | 天満橋             | 13,1    | Keihan: Keihan-lijn en de Keihan Nakanoshima-lijn | Osaka     | Osaka     | Chūō-ku              | Chūō-ku              |
| T23    | Tanimachi Yonchōme        | 谷町四丁目         | 13,8    | Metro van Osaka: Chuo-lijn (C18) | Osaka     | Osaka     | Chūō-ku              | Chūō-ku              |
| T24    | Tanimachi Rokuchōme       | 谷町六丁目         | 14,6    | Metro van Osaka: Nagahori Tsurumi-ryokuchi-lijn (N18) | Osaka     | Osaka     | Chūō-ku              | Chūō-ku              |
| T25    | Tanimachi Kyūchōme        | 谷町九丁目         | 15,5    | - Metro van Osaka: Sennichimae-lijn (S18) - Kintetsu: Kintetsu Osaka-lijn, Kintetsu Nara-lijn en de Kintetsu Namba-lijn (Station Osaka Uehommachi) | Osaka     | Osaka     | Tennōji-ku           | Tennōji-ku           |
| T26    | Shitennōji-mae Yūhigaoka  | 四天王寺前夕陽ヶ丘 | 16,5    | | Osaka     | Osaka     | Tennōji-ku           | Tennōji-ku           |
| T27    | Tennōji                   | 天王寺             | 17,6    | - JR West: Osaka-ringlijn, Hanwa-lijn, Kansai-Kuko-lijn en de Kansai-lijn (Yamatoji-lijn) - Metro van Osaka: Midosuji-lijn (M23) | Osaka     | Osaka     | Tennōji-ku           | Tennōji-ku           |
| T28    | Abeno                     | 阿倍野             | 18,2    | | Osaka     | Osaka     | Abeno-ku             | Abeno-ku             |
| T29    | Fuminosato                | 文の里             | 19,3    | | Osaka     | Osaka     | Abeno-ku             | Abeno-ku             |
| T30    | Tanabe                    | 田辺               | 20,3    | | Osaka     | Osaka     | Higashi-Sumiyoshi-ku | Higashi-Sumiyoshi-ku |
| T31    | Komagawa-Nakano           | 駒川中野           | 21,3    | | Osaka     | Osaka     | Higashi-Sumiyoshi-ku | Higashi-Sumiyoshi-ku |
| T32    | Hirano                    | 平野               | 23,0    | | Osaka     | Osaka     | Hirano-ku            | Hirano-ku            |
| T33    | Kire-Uriwari              | 喜連瓜破           | 24,4    | | Osaka     | Osaka     | Hirano-ku            | Hirano-ku            |
| T34    | Deto                      | 出戸               | 25,7    | | Osaka     | Osaka     | Hirano-ku            | Hirano-ku            |
| T35    | Nagahara                  | 長原               | 26,9    | | Osaka     | Osaka     | Hirano-ku            | Hirano-ku            |
| T36    | Yao-Minami                | 八尾南             | 28,1    | | Yao       | Yao       | Yao                  |                      |